# Jay Cutler (culturista)
Jason Isaac Cutler (Worcester, Massachusetts, 3 d'agost de 1973), més conegut com a Jay Cutler, es un culturista ja retirat nord-americà. Un culturista de la IFBB Pro League, Cutler és un quatre vegades guanyador del Mr. Olympia, havent guanyat al 2006, 2007, 2009 i 2010; i sis vegades subcampió, el que el converteix en el màxim subcampió de la història. També va guanyar consecutivament els títols de l'Arnold Classic els anys 2002, 2003 i 2004. Durant la seva carrera, va ser conegut per la seva rivalitat amb Ronnie Coleman. El 2021, va ser ingressat a International Sports Hall of Fame.

### Infantesa i joventut
Jason Isaac Cutler va néixer a Worcester, Massachusetts, el 3 d'agost de 1973. Va créixer a la ciutat veïna de Sterling i va assistir al Wachusett Regional High School a Holden. Va començar a treballar a l'empresa de construcció de formigó del seu germà, Cutler Bros. Concrete, quan tenia 11 anys. Els seus ídols mentre creixia eren Jean-Claude Van Damme i Sylvester Stallone. Va començar a entrenar per ser culturista als 18 anys. Es va graduar al Quinsigamond Community College el 1993 amb un títol en justícia criminal, amb la intenció de treballar com a oficial de correccions en una presó de màxima seguretat.

### Trajectoria
Cutler va ser inspirat a entrar en el món del culturisme pel seu entrenador personal, Marcos Rodriguez. El seu primer concurs va ser el 1992 als Gold's Gym Worcester Bodybuilding Championships, on va obtenir el segon lloc. Desitjant ser un dels competidors més grans de la història, va aconseguir la seva primera victòria al 1993, a l'Iron Bodies Invitational. A mesura que es feia un nom en l'escena del culturisme, va aparèixer sovint en vídeos relacionats amb el culturisme, incloent-hi "Battle for the Olympia 2001", un vídeo documental previ al concurs dirigit per Mitsuru Okabe, que destacava molts competidors mentre es preparaven per al Mr. Olympia del 2001. Va guanyar consecutivament els títols de l'Arnold Classic els anys 2002, 2003 i 2004, i va quedar en segon lloc darrere de Ronnie Coleman al Mr. Olympia quatre vegades abans de reclamar el títol per primera vegada el 2006.
Al Mr. Olympia de 2001, Cutler va donar positiu en diürètics prohibits, però va demandar i va aconseguir que se li restituís el segon lloc. Va guanyar l'Olympia per segon any consecutiu el 2007. Es va convertir en el tercer Mr. Olympia de la història (després d'Arnold Schwarzenegger i Franco Columbu) en guanyar el títol en anys no consecutius després de derrotar el campió defensor Dexter Jackson el 2009. Encara és l'única persona que ha recuperat el títol després de perdre'l. La seva victòria a l'Olympia de 2009 també és recordada pel seu famós posat del "quad stomp", una postura inventada per ell. El 2010, va guanyar el seu quart títol de Mr. Olympia, derrotant Phil Heath. El 2011, va ser subcampió davant Heath al Mr. Olympia. El 2012, no va poder competir al Mr. Olympia a causa d'una lesió al bíceps. Va quedar sisè al Mr. Olympia de 2013.
Al llarg de la seva carrera, Cutler ha aparegut a la portada de revistes de fitness com Muscle and Fitness, Flex i Muscular Development. No ha competit des de 2013 i, en canvi, s'ha centrat en Cutler Nutrition, el seu negoci de suplements per a culturistes, així com en altres iniciatives empresarials a través de les xarxes socials. El 2021, va ser ingressat al International Sports Hall of Fame.